# Монгольский пустынный снегирь
Монгольский пустынный снегирь, или монгольский снегирь, или монгольский пустынный вьюрок (лат. Bucanetes mongolicus) — вид воробьиных птиц из семейства вьюрковых. Подвидов не выделяют.

## Таксономия
Иногда вид включают в монотипический род Eremopsaltria.

## Распространение
Обитают в восточной части Турции, Армении (около Веди в 2001 и 2002 годах), Азербайджане (Нахичевань), Иране, Таджикистане, Казахстане, Монголии, Афганистане, Пакистане, Ладакхе, на западе, в центре и на северо-востоке Китая. Сообщается также о присутствии в других странах, например, в России и Узбекистане.

## Описание
Длина тела 14-15 см, вес 18-26 г. Среднего размера, коренастые, большеголовые и тупоклювые, длиннокрылые птицы с зазубренным хвостом. Окрашены в светлые цвета.
У самца лоб по направлению к затылку бледно-серо-коричневый, с тонкими более тёмными прожилками (сбоку на лбу может присутствовать розовый оттенок), бока шеи бледно-охристо-коричневые или охристо-песочные. Верхняя сторона тела по окрасу похожа на затылок или немного серее, с нечеткими прожилками более тёмного цвета. Круп бледно-песочно-коричневый, с розовым оттенком, надхвостья песочно-коричневые, кончик хвоста серо-коричневый. Радужная оболочка тёмно-коричневая или чёрная. Клюв серовато-желтый, ноги коричневые либо бледно-коричневые.
Самка похожа на самца, но более равномерно охристо-коричневая на верхней стороне тела до крупа и надхвостья, нижняя сторона бледно-беловато-серая, часто смазанная или с мелкими прожилками песочно-охристого цвета на боках. Клюв бледно-желтый, есть отличия в окраске крыльев.

## Биология
В рацион входят преимущественно мелкие семена, а также почки и побеги, в том числе Agriophyllum gobicum, Krascheninnikova ceratoides, солянка (Salsola), полынь (Artemisia maritima), травы (Gramineae) и осоки (Carex).